# Eucinetomorphus leprieuri
Eucinetomorphus leprieuri is een keversoort uit de familie zwamspartelkevers (Melandryidae). De wetenschappelijke naam van de soort werd in 1875 gepubliceerd door Jean Pierre Omer Anne Édouard Perris.